# Lloyd Township (comté de Dickinson, Iowa)
Lloyd Township est un township, du comté de Dickinson en Iowa, aux États-Unis,. 
Le township est baptisé en l'honneur de John Lloyd, un pionnier.

## Source de la traduction
- (en) Cet article est partiellement ou en totalité issu de l’article de Wikipédia en anglais intitulé « Lloyd Township, Dickinson County, Iowa » (voir la liste des auteurs).